# Gustave Van de Woestyne
Gustave Van de Woestyne (névváltozatok: Gustave Van de Woestijne, Gustave van de Woestyne, kiejtése megközelítőleg „Gusztáv fan de Vúsztejn”) (Gent, 1881. augusztus 2. – Uccle, 1947. április 21.) belga expresszionista festő.

## Élete és munkássága
Szülei Alexander Van de Woestyne és Antigona Sielbo voltak, a család harmadik gyermekeként született. A genti Királyi Szépművészeti Akadémián tanult, egyik tanára Jean Delvin volt. Diákként gyakran látogatta a genti Szépművészeti Múzeumot, ahol tanulmányrajzokat készített. Apja korai halála után bátyja,. Karel, a családot Sint-Martens-Latem településre költöztette. A vidéki élet jó hatással volt Gustave-ra. Itt ismerkedett meg George Minne-vel, aki nagy példaképe lett. Valerius De Saedeleer, Albijn Van den Abeele és több más művész, köztük bátyja, Karel részvételével megalakították az úgynevezett „Első Sint-Martens-Latem-i csoportot”, amit később latemi iskolának is neveztek.

Krisztus a sivatagban

1905-ben belépett a bencések leuveni kolostorában, de néhány hét után elhagyta azt és visszatért a művészethez. Korán feltűnést keltett munkáival amszterdami, hágai és velencei kiállításokon. 1908-ban feleségül vette Prudence De Scheppert, öt gyermekük született. 1909-ben Latemből Valerius De Saedeleerral együtt Tiegembe költözött, ahol 1913-ig lakott. 1913-ban De Saedeleerral együtt Firenzébe látogatott. Az első világháború elején Walesbe menekültek, majd Londonban telepedett le.
A háború után – némi ingadozást követően – visszatért Belgiumba, és 1925-től a mecheleni Szépművészeti Akadémia igazgatója lett. Egyidejűleg Antwerpenben és Brüsszelben is művészeti felsőoktatási pozíciókat töltött be.

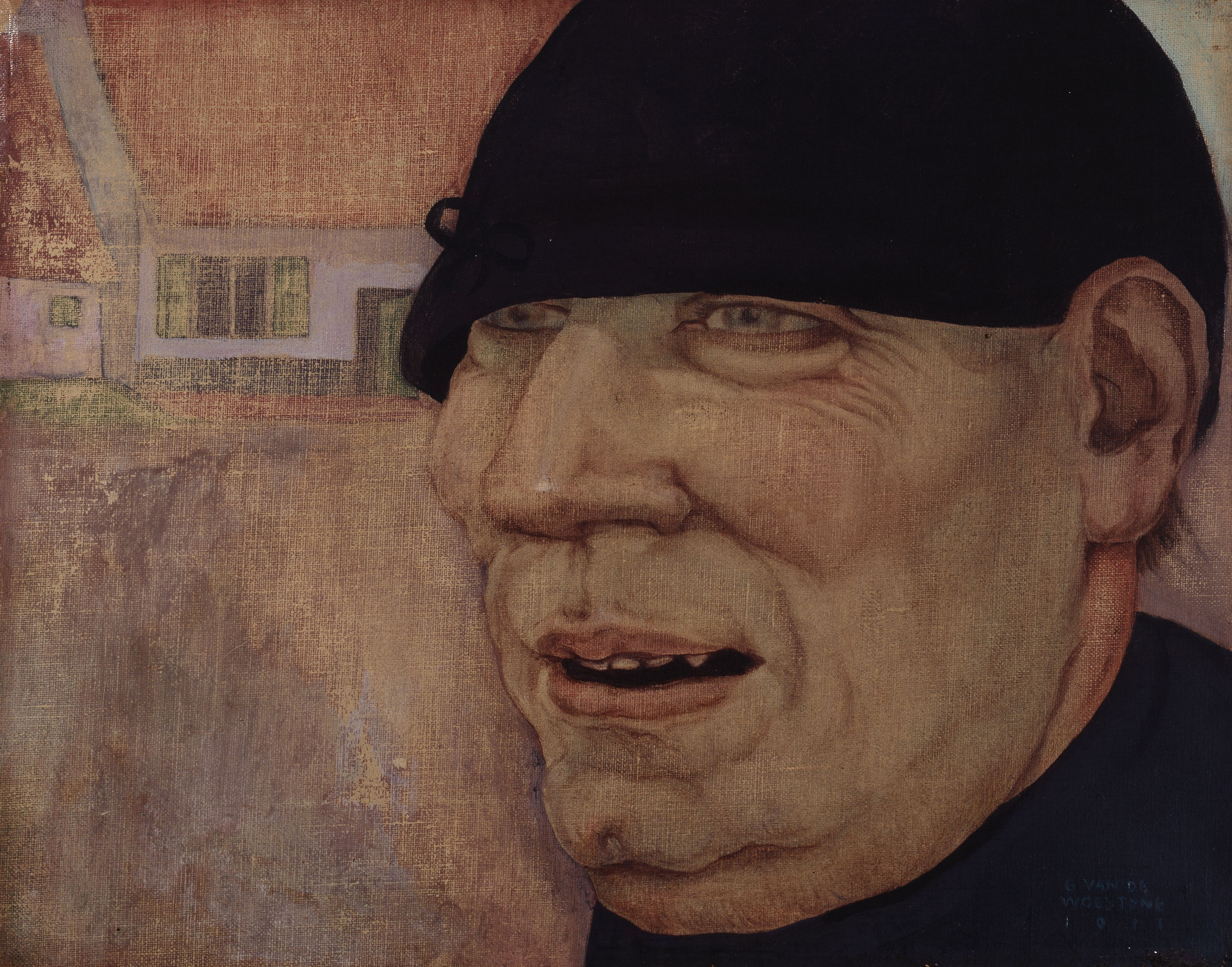
Paraszt (A válasz)

Hivatalos megbízásai ellenére avantgárd művész maradt. 1929-ben önálló kiállítást rendezett műveiből a brüsszeli Szépművészeti Palotában (BOZAR). Gustave De Smet és Frits Van den Berghe társaságában tagja volt az úgynevezett „Les 9”, azaz „A kilencek” művészeti körének. Tíz évvel később csatlakoztak a Les Compagnons de l’Art csoportjához.
1928-tól mecénásként támogatta őt a brüsszeli  Van Buuren házaspár. Munkáinak nagy része ma is a Brüsszel Uccle városnegyedében található Van Buuren Múzeumban látható.

## Stílusa, fejlődése
Van de Woestyne zárkózott és vallásos indíttatású művész volt. Korai, szimbolikus munkáiban jól felismerhető a preraffaeliták hatása. Nagy hatással voltak rá a flamand primitívek, akiknek bruggei kiállítását 1902-ben ismételten meglátogatta bátyjával együtt. Különösen portréiban követhető nyomon a régi mesterek hatása. Valószínűleg az idősebb Pieter Bruegel hatására helyezte vallási tárgyú képeit a Leie folyó vidékére. Vezetéknevének jelentése „sivatagi”, ettől bizonyára nem független, hogy több művében is ábrázolta Krisztust sivatagi környezetben.
A háború után, Nagy-Britanniából hazatérve alakította ki egyéni expresszionista stílusát, ami egyben sajátos realizmust is magába foglalt. 
Életműve becslések szerint mintegy 400 festményt tartalmaz. Jóval halála után, 1979-ben jelentek meg önéletrajzi visszaemlékezései.

## Családja

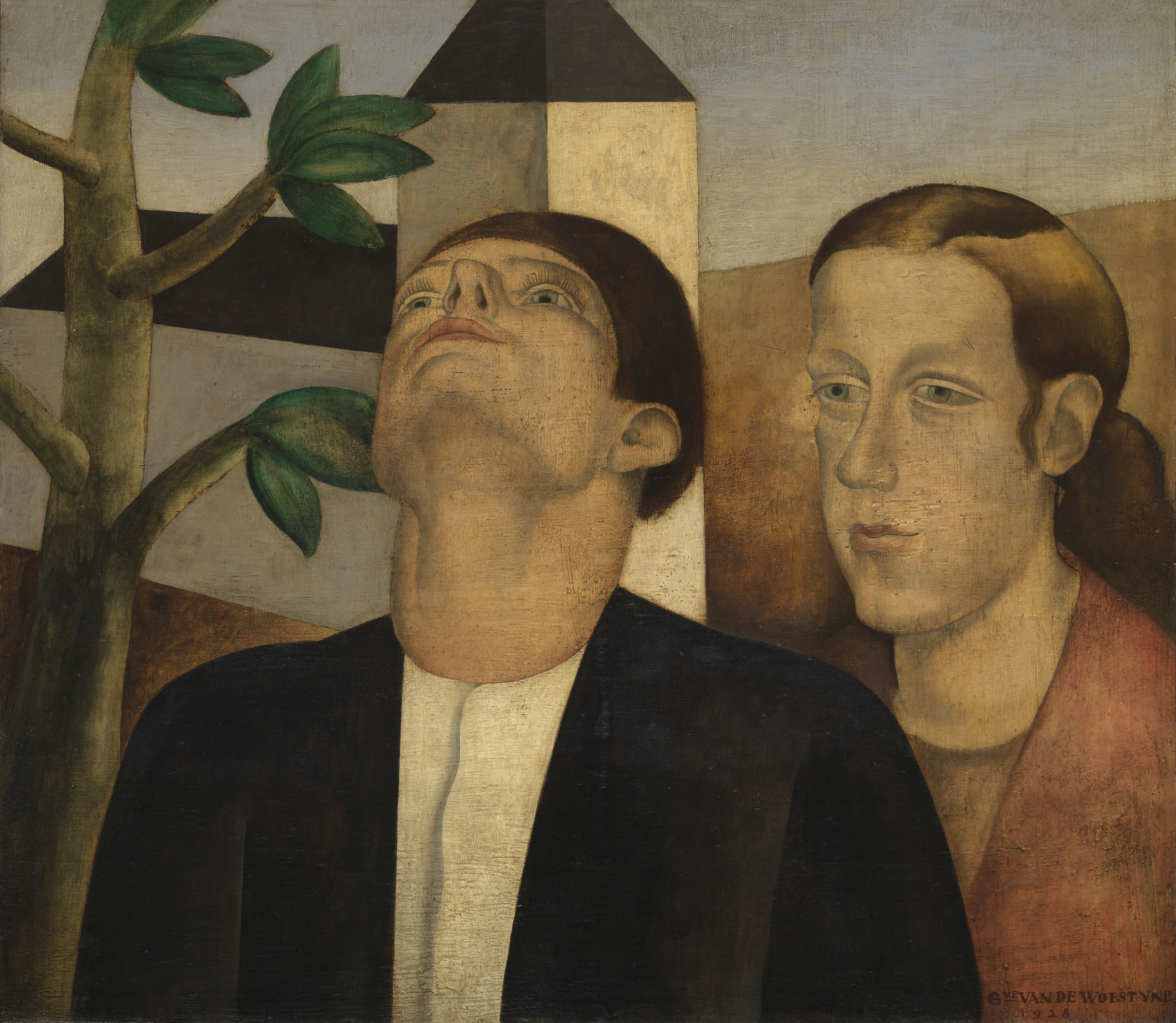
Azúr

Bátyja, Karel van de Woestijne költő volt, a fia, David Van de Woestijne pedig zeneszerző lett.

## Fordítás
- Ez a szócikk részben vagy egészben a Gustave Van de Woestyne című holland Wikipédia-szócikk ezen változatának fordításán alapul.  Az eredeti cikk szerkesztőit annak laptörténete sorolja fel. Ez a jelzés csupán a megfogalmazás eredetét és a szerzői jogokat jelzi, nem szolgál a cikkben szereplő információk forrásmegjelöléseként.